# Chrysotus litoralis
Chrysotus litoralis är en tvåvingeart som beskrevs av Robinson 1964. Chrysotus litoralis ingår i släktet Chrysotus och familjen styltflugor.
Artens utbredningsområde är North Carolina. Inga underarter finns listade i Catalogue of Life.